# Gleisberg (Glashütte)
Gleisberg ist ein Hammergut auf dem Gebiet der Stadt Glashütte.
Der Werkweiler auf Blockflur war 1590 zum Amt Pirna gehörig. Damals war der Name Gleißberg für den Amtshammer gebräuchlich. Im Jahr 1748 taucht die Namensvariante Gleisenberg auf. Von 1856 bis 1875 gehörte Gleisberg dem Gerichtsamt Lauenstein an, danach der Amtshauptmannschaft Dippoldiswalde. Der Ort war nach Glashütte gepfarrt. Später wurde Gleisberg wie Glashütte Teil des aus der Amtshauptmannschaft gebildeten Kreises Freital (später Landkreis Freital), der 1994 in den Weißeritzkreis überging. Dieser wiederum schloss sich 2008 mit dem benachbarten Landkreis Sächsische Schweiz zum Landkreis Sächsische Schweiz-Osterzgebirge zusammen.
In Gleisberg lebten 1834 sechs Menschen, 1871 waren es zehn.